# کولدیران (کنتاکی)
کولدیران (به انگلیسی: Coldiron) یک منطقهٔ مسکونی در ایالات متحده آمریکا است که در شهرستان هارلن، کنتاکی واقع شده‌است. کولدیران ۲۲۳ نفر جمعیت دارد و ۳۴۵٫۰۴ متر بالاتر از سطح دریا واقع شده‌است.